# Enock Mwepu
Enock Mwepu est un ancien footballeur international zambien né le 1er janvier 1998 à Lusaka. Il jouait en tant que milieu de terrain avant de mettre fin à sa carrière en 2022 pour des soucis de santé.

## Biographie

### Carrière en club
Le 1er juillet 2017, Enock s'engage avec le club autrichien du RB Salzbourg, où il alterne avec la formation salzbourgeoise et le FC Liefering. Le joueur zambien joue son premier match avec le Liefering le 21 juillet 2017, face au Kapfenberger SV, lors d'un match de championnat autrichien D2 (victoire 2-1 au stade Franz-Fekete). Il inscrit son premier but lors de la troisième journée du championnat, face au FC Blau-Weiß Linz, à la 54e minute de jeu à la suite d'une passe de Gideon Mensah (victoire 3-2 au Linzer Stadion).
Enock joue peu de temps après son premier match avec le RB Salzbourg lors de la Coupe d'Autriche. En effet, il rentre en jeu à la 63e minute en remplaçant Christoph Leitgeb. Ce match oppose son équipe au ASK-BSC Bruck/Leitha un club de troisième division autrichienne et se termine sur le score de 3-1 après prologation pour le RB Salzbourg. Il dispute son premier match de championnat lors d'une opposition contre le Wolfsberger AC en rentrant en jeu à la 76e à la place de Amadou Haidara. Le match, disputé au Red Bull Arena, se termine sur le score de 2-1 en faveur de son équipe. Il inscrit son premier but avec le RB Salzbourg lors d'une rencontre à l'extérieur contre l'Admira Wacker. Le but est inscrit à la 36e sur une passe décisive de Moanes Dabour et il participe ainsi à la victoire de son équipe sur le score de 6-2.
Le 6 juillet 2021, il rejoint Brighton contre un chèque de 23 millions d'euros, ce qui en fait le joueur le plus cher de l'histoire du club, à cette période.
Le 10 octobre 2022, à seulement 24 ans, il est contraint de mettre fin à sa carrière de joueur après le diagnostic d'une maladie cardiaque héréditaire.

### Carrière en sélection
Avec l'équipe de Zambie des moins de 20 ans, Enock Mwepu participe à la Coupe d'Afrique des nations des moins de 20 ans en 2017. Lors de cette compétition, il est titulaire et joue cinq matchs. Il se met en évidence lors du 1er tour, en marquant un but et en délivrant deux passes décisives contre le Mali, puis en délivrant deux autres passes décisives face à l'Égypte. La Zambie remporte le tournoi en battant le Sénégal en finale.
Il dispute ensuite quelques mois plus tard la Coupe du monde des moins de 20 ans organisée en Corée du Sud. Lors du mondial junior, il joue cinq matchs. Il s'illustre en marquant un but contre l'Iran lors du 1er tour, puis contre l'Allemagne en huitièmes. Il délivre également quatre passes décisives, contre le Portugal, l'Iran et l'Allemagne. La Zambie s'incline en quart de finale face à l'Italie après prolongation.
Enock Mwepu joue son premier match avec la Zambie lors des éliminatoires de la Coupe du Monde 2018, à l'occasion d'une opposition contre l'Algérie. Durant ce match, il marque son premier but en sélection, pour une victoire 3-1.
Il se voit ensuite régulièrement appelé en sélection en fin d'année 2017 et au cours de l'année 2018. Il marque son deuxième but le 16 juin 2019, en amical contre le Maroc (victoire 2-3).

## Statistiques

### Statistiques détaillées
| Saison                | Club                   | Championnat           | Championnat | Championnat | Coupe nationale | Coupe nationale | Coupe de la Ligue | Coupe de la Ligue | Compétition(s) continentale(s) | Compétition(s) continentale(s) | Compétition(s) continentale(s) | Total | Total |
| Saison                | Club                   | Division              | M.          | B.          | M.              | B.              | M.                | B.                | Comp.                          | M.                             | B.                             | M.    | B.    |
| 2017-2018             | FC Liefering           | Erste Liga            | 23          | 6           | 0               | 0               | -                 | -                 | -                              | -                              | -                              | 23    | 6     |
| 2017-2018             | Red Bull Salzbourg     | Bundesliga            | 8           | 1           | 2               | 0               | -                 | -                 | -                              | -                              | -                              | 10    | 1     |
| 2018-2019             | Red Bull Salzbourg     | Bundesliga            | 19          | 1           | 3               | 1               | -                 | -                 | C1+C3                          | 1+5                            | 0                              | 28    | 2     |
| 2019-2020             | Red Bull Salzbourg     | Bundesliga            | 25          | 4           | 4               | 1               | -                 | -                 | C1+C3                          | 5+2                            | 0                              | 36    | 5     |
| 2020-2021             | Red Bull Salzbourg     | Bundesliga            | 29          | 5           | 6               | 5               | -                 | -                 | C1+C3                          | 8+2                            | 0                              | 45    | 10    |
| Sous-total            | Sous-total             | Sous-total            | 81          | 11          | 15              | 7               | -                 | -                 | -                              | 23                             | 0                              | 119   | 18    |
| 2021-2022             | Brighton & Hove Albion | Premier League        | 18          | 2           | 1               | 0               | 2                 | 1                 | -                              | -                              | -                              | 21    | 3     |
| 2022-2023             | Brighton & Hove Albion | Premier League        | 6           | 0           | 0               | 0               | 0                 | 0                 | -                              | -                              | -                              | 6     | 0     |
| Sous-total            | Sous-total             | Sous-total            | 24          | 2           | 1               | 0               | 2                 | 1                 | -                              | -                              | -                              | 27    | 3     |
| Total sur la carrière | Total sur la carrière  | Total sur la carrière | 123         | 18          | 16              | 7               | 2                 | 1                 | -                              | 23                             | 0                              | 164   | 26    |

#### Buts internationaux
| No | Date             | Stade                                   | Opposant | Score | Résultats | Compétition                             |
| -- | ---------------- | --------------------------------------- | -------- | ----- | --------- | --------------------------------------- |
| 1. | 2 septembre 2017 | National Heroes Stadium, Lusaka, Zambie | Algérie  | 3–1   | 3–1       | Éliminatoires de la Coupe du monde 2018 |
| 2. | 16 juin 2019     | Stade de Marrakech, Marrakech, Maroc    | Maroc    | 3–2   | 3–2       | Amical                                  |

## Palmarès
Zambie -20 ans
- Vainqueur de la Coupe d'Afrique des nations des moins de 20 ans en 2017

 Red Bull Salzbourg
- Champion d'Autriche en 2018 et 2019
- Vainqueur de la Coupe d'Autriche en 2019